# زابو ۱۱۳۲۰۳
سیارک ۱۱۳۲۰۳ (به انگلیسی: 113203 Szabo، نامگذاری:2002RC112)۱۱۳۲۰۳مین سیارک کشف شده‌است که در ۰۷ سپتامبر ۲۰۰۲ کشف شد.